# Sarah Connor (personaggio)
Sarah Jeanette Connor è un personaggio immaginario, e la protagonista femminile della serie cinematografica Terminator e della serie televisiva Terminator: The Sarah Connor Chronicles.
Il personaggio è interpretato da Linda Hamilton (nei film Terminator, Terminator 2 - Il giorno del giudizio e Terminator - Destino oscuro), da Lena Headey (nella serie televisiva) e da Emilia Clarke (nel film Terminator Genisys).

## Biografia del personaggio

### Fino al 1984
Sarah Jeanette Connor è una giovane studentessa universitaria nata nel 1965, e che vive a Los Angeles mantenendosi agli studi come cameriera in un fast food. Condivide l'appartamento con l'amica Ginger.
Un giorno, nel 1984, la sua vita cambia bruscamente quando un maniaco uccide Ginger e due sue omonime così come appaiono sull'elenco del telefono.
Sfuggita alla strage per puro caso ed allarmata dai telegiornali, si nasconde in un affollato night club, ove viene raggiunta dal killer ma difesa da Kyle Reese, un uomo venuto dal futuro.
Sarah scopre una terribile realtà: tra pochi anni scoppierà una guerra nucleare che distruggerà il mondo, e le macchine, i Terminator, prenderanno il sopravvento sui superstiti dell'umanità per conto di un network di nome Skynet, e suo figlio John sarà l'uomo che guiderà la resistenza contro Skynet, abbattendo i Terminator e disattivando la mente del loro comandante: il maniaco omicida è in realtà un cyborg T-800, venuto anch'esso con un cronotrasporto, che deve ucciderla prima che metta al mondo John.
Sarah si salva ripetutamente dal suo assassino grazie alle abilità del sergente Reese (in un'occasione la salverà perfino da un brutale massacro in una stazione di polizia), con cui inizia una relazione intima ma che rimane ucciso. Lei riesce a distruggere il cyborg, già martoriato, schiacciandolo in una pressa idraulica.
Si verrà in seguito a conoscenza della gravidanza di Sarah Connor, dove il bimbo che porta in grembo, John, sarà proprio figlio di Kyle Reese.

### 1984-1997
Le responsabilità future gravanti su suo figlio John e la paranoia per l'olocausto nucleare e la rivolta delle macchine hanno trasformato Sarah in una donna dal carattere forte ma burrascoso e, rimasta sola al mondo dopo la morte del suo amato mentore e guida Kyle Reese, dedica ogni energia per cercare di cambiare il corso della storia: imparando nozioni militari ed informatiche con contrabbandieri e berretti verdi -anche intrattenendo relazioni d'amore con loro-, sabotando sedi informatiche legate al progetto di sviluppo di Skynet, finché non viene catturata e rinchiusa al manicomio criminale del Pescadero, creduta malata di mente, mentre John viene affidato dai servizi sociali ad una famiglia.
Nel 1994 tenta con successo di evadere, e viene raggiunta dal figlio decenne John in fuga da un cyborg "T-1000", trovando un alleato in un modello dell'odiato cyborg T-800 stavolta riprogrammato per aiutarla. Una volta al sicuro, Sarah tenta l'eliminazione di Myles Dyson, un ingegnere informatico, al fine di arrestare il progetto sulle intelligenze artificiali e cibernetiche definitivamente, impedendo la creazione di Skynet.
Con l'aiuto di John e del Terminator, riesce a distruggere la Cyberdyne Systems e a demolire i rottami del cyborg che dieci anni prima aveva tentato di ucciderla e che erano stati studiati dalla Cyberdyne. Finalmente libera dal giogo di Skynet, Sarah è felice ed ha smesso di vedere il futuro come un incubo già scritto.
Muore di leucemia nel 1997, dopo aver vissuto in Bassa California, e le sue ceneri vengono sparse in mare. A detta di John la malattia fu diagnosticata nel 1994, ma lei cercò di sopravvivere fino al 1997 (la data pronosticata dell'apocalisse nucleare) solo per accertarsi se il mondo sarebbe finito. A Los Angeles dispone che venga costruito un finto loculo, nella cui bara i suoi amici introducono armi pesanti affinché il figlio John possa farne uso nel caso che Skynet e i suoi Terminator dovessero manifestarsi.

#### Finale alternativo diTerminator 2
Esiste un finale alternativo per il secondo film, ambientato 30 anni dopo gli eventi narrati, in cui Skynet non è mai stato sviluppato, John Connor è un senatore ed è padre, ed inoltre viene mostrata una Sarah Connor allegra ed anziana oramai diventata nonna.

### Linea temporale alternativa diTerminator: The Sarah Connor Chronicles
In una linea alternativa rispetto agli eventi descritti in Terminator 3 - Le macchine ribelli Sarah, attraverso un viaggio nel tempo avvenuto prima della sua morte assieme al figlio John e al Terminator Cameron, riesce a superare la data della sua morte, rimanendo viva e scoprendo che i terminator nel 2007 (il giorno del giudizio grazie agli avvenimenti avvenuti in Terminator 2 si è spostato nel 2011, il che è un'incongruenza rispetto alla serie classica dal momento che in T3 esso avviene nel 2004 e non si capisce, quindi, il motivo di questa ulteriore posticipazione poiché se gli avvenimenti della serie e del film T3 avvengono in linee temporali diverse, i progetti e il corso per la costruzione di Skynet restano i medesimi) hanno vari scopi tra i quali la salvaguardia del "turco" (il futuro Skynet) e altre missioni come l'approvvigionamento del Coltan, il materiale con cui sono fatti i Terminator e che durante la guerra diventerà molto raro.

### Linea temporale alternativa diTerminator Genisys
Dal futuro giungono nel 1973 un T-800 ed un T-1000, entrambi alla ricerca di una giovanissima Sarah Connor. I suoi genitori vengono uccisi nello scontro fra i due cyborg, ove prevale il T-800 (Guardiano) che rivela di essere stato mandato per proteggerla e che lei stessa chiamerà "Papà", divenendo quindi suo padre de facto. I due si allontanano dalla società e si allenano per diventare guerrieri. Il cronotrasporto ha cambiato il corso della storia. 
Nel 1984 incontra Kyle Reese, sapendo già chi è. I due vengono inviati nel 2017 dal Guardiano per impedire il Giorno del Giudizio, posticipato da loro stessi. Davanti a sé troveranno un John Connor diverso.

### Linea temporale alternativa diTerminator Destino Oscuro
Nel 1995 Sarah e John Connor hanno sconfitto definitivamente Skynet. Nel 1998, un ignoto T-800 sorprende John alla sprovvista, uccidendolo.
Nel 2020, Sarah Connor ha ormai dedicato la sua vita alla lotta ai Terminators, che intercetta grazie a coordinate geografiche ricevute su messaggi cifrati. In uno di questi scontri nei pressi di Città del Messico salva la vita a Dani Ramos, una donna ritenuta di estrema importanza per il futuro: non esistendo Skynet, sarà la società "Legion" a scatenare una nuova rivolta delle macchine. La donna è destinata ad un futuro simile a quello che sarebbe stato di John Connor come salvatrice del genere umano, ed è perseguitata da un avanzatissimo cyborg "Rev-9" che condivide delle similitudini con il T-800 ed il T-1000.
Superato il confine messicano-statunitense Sarah rintraccia il mittente dei messaggi in "Carl", il T-800 che uccise John ventidue anni prima, ora pentito e riconvertito alla vita civile rivelando di essere giunto nel 1998 poco prima della sconfitta di Skynet. Insieme a Grace, una soldatessa umana semi-cyborg giunta dal futuro in protezione di Dani, riuscirà a sconfiggere il Rev-9 insieme al sacrificio di Carl e Grace, per poi decidere di proteggere la stessa Grace bambina nel presente.

## Accoglienza
Inizialmente in Terminator Sarah Connor è un personaggio ordinario, la classica damigella in pericolo. La cosa cambia alla fine del film, e soprattutto in Terminator 2. Secondo la giornalista Hadley Freeman è soprattutto lei a far emergere il film; come personaggio femminile totalmente disinteressato a compiacere gli altri ha come unico precedente Ellen Ripley nella serie Alien. Secondo Margot Dougherty fa sembrare Thelma e Louise come Ethel e Lucy.
Per Cameron Sarah Connor non è un'icona di bellezza, ma un personaggio forte, travagliato, una madre terribile, in grado di guadagnarsi il rispetto del pubblico attraverso la sua grinta. Jill Pantozzi contesta l'idea che fosse una madre terribile, considerato che ha fatto le sue scelte per preparare il figlio al futuro.